# Regione di Doboj

La regione di Doboj in blu, il resto della Repubblica Serba in azzurro, la Federazione in rosa e il distretto di Brčko in grigio.

La regione di Doboj (in serbo Добојска регија/Dobojska regija) è una delle 7 regioni della Repubblica Serba di Bosnia ed Erzegovina, situata nel nord-est della Bosnia. A nord confina con la Croazia.

## Lista dei comuni
1. Bosanski Brod
2. Derventa
3. Doboj
4. Donji Žabar
5. Modriča
6. Pelagićevo
7. Petrovo
8. Šamac
9. Vukosavlje